# بيرت اندروز
بيرت اندروز (بالإنجليزية: Bert Andrews)‏ هو مصور أمريكي، ولد في 21 مارس 1929 في شيكاغو في الولايات المتحدة، وتوفي في 25 يناير 1993 في نيويورك في الولايات المتحدة بسبب سرطان.

## وصلات خارجية
- بيرت اندروز على موقع قاعدة بيانات برودواي على الإنترنت (الإنجليزية)